# Kanta Nagakawa
Kanta Nagakawa (japanisch 永川 寛太 Nagakawa Kanta; * 20. Juni 2002 in der Präfektur Osaka) ist ein japanischer Fußballspieler.

## Karriere

### Verein
Nagakawa erlernte das Fußballspielen in den Jugendmannschaften vom Uyama SC und Gamba Osaka. Die U23-Mannschaft von Gamba spielte in der dritten japanischen Liga, der J3 League. Als Jugendspieler absolvierte der Mittelfeldspieler 2020 vier Drittligaspiele für Gamba. Am 1. April 2020 wechselte er in die Universitätsmannschaft der Momoyama-Gakuin-Universität.